# Șumița
Șumița (tschechisch Šumice, ungarisch Cseherdős) ist das kleinste der sechs Dörfer der Banater Tschechen im Kreis Caraș-Severin in Rumänien.

## Geographie
Șumița liegt auf einer Seehöhe von ca. 600 m im Banater Gebirge im Süden Rumäniens. Die nächstgelegene der anderen tschechischen Ansiedlungen, Ravensca, ist über 30 km entfernt. Diese Distanz bedeutete für die Bewohner lange Zeit einen Fußmarsch von ca. 13 Stunden und damit ein hohes Maß an Isolation vom Rest der Sprachgruppe.

## Geschichte
Șumița wurde im Jahr 1828 als letztes tschechisches Dorf im Banat gegründet. Der Grund für die Ansiedlung der Emigranten aus Mittelböhmen war militärischer Natur, man wollte das beinahe unbewohnte militärstrategisch wichtige Gebiet nahe der Donaugrenze besiedeln. So war Șumița damals nur ein Außenposten der Garnison in Petnic, einem Ortsteil der Gemeinde Iablanița.
Die anfängliche Bevölkerung von ca. 100 Menschen wuchs bis 1991 auf 210 an, nach dem Sturz Nicolae Ceaușescus nahm die Einwohnerzahl jedoch drastisch ab, im Jahr 2002 lebten hier nur mehr 145 Menschen, was hauptsächlich auf die Abwanderung der Jugend zurückzuführen ist. Heute ist die tschechische Schule in Șumița eine der kleinsten Schulen Europas, im Jahre 2007 wurden hier nur noch vier Kinder unterrichtet. Allgemein hat die Ortschaft mit großen infrastrukturellen Schwierigkeiten zu kämpfen, es gibt kein fließendes Wasser, die nächste Bushaltestelle ist ca. 7 km entfernt.
Einzige Sehenswürdigkeit Șumițas ist der nahe Waldfriedhof.

## Karte
- Klub českých turistů: Turistická Mapa Banát, M 1 : 100.000. Karte und Führer. 1. Auflage. Freytag & Berndt, Prag 2001, ISBN 80-85999-88-9 (tschechisch, rumänisch, englisch).